# 長野県南信工科短期大学校
長野県南信工科短期大学校（ながのけんなんしんこうかたんきだいがっこう、英語：NAGANO PREFECTURE NANSHIN INSTITUTE OF TECHNOLOGY）は、長野県上伊那郡南箕輪村にある県立の職業能力開発短期大学校である。

## 歴史
- 2016年4月 - 開校。

## 設置訓練科
- 機械・生産技術科（2021年 機械システム学科に改組）
- 電気・制御技術科（2021年 電気システム学科に改組）